# 朝鲜半岛历史
朝鲜半岛历史可追溯到远古时期。其旧石器时代始于公元前50万年，公元前5千年进入新石器时代，公元前10世纪开始进入青铜器时代。公元前4世纪进入鐵器时代。
古朝鲜是朝鲜半岛最初的奴隶制国家。公元前194年卫满推翻古朝鲜準王建立卫满朝鲜。前109年，中国汉武帝东征朝鲜半岛，设立汉四郡。公元4世纪以后，高句丽在鸭绿江流域兴起，兼并北部的各部落国家及汉四郡。在南部，百济消灭马韩54国。辰韩也由12国合并为新罗。弁韓12国被伽倻所吸收。伽倻後來又與新羅融合。朝鮮半島形成高句丽、新罗、百济三国鼎立时期，史称“朝鲜三国时代”。公元7世纪，新罗统一朝鲜半岛大同江以南地区。9世纪末统一新罗分裂成为后三国（即后高句丽、后新罗和后百济）。
918年，后高句丽大将王建推翻弓裔，改国号为“高丽”。935年，高丽合并新罗后，于次年灭后百济，统一朝鲜半岛后三国。高丽王朝是个以佛教为国教的国家，统治朝鲜半岛近500年，直到1392年，高丽大将李成桂建立“朝鲜王朝”。朝鲜王朝亦有500餘年历史，在世宗時創制朝鮮半島的文字——諺文，在此同時儒教也大力發展並取代佛教的主導地位。16世纪末和17世纪初，朝鲜王朝由于遭到后金和日本的攻击而采取闭关锁国的政策。甲午战争后，朝鲜王朝结束与清朝的藩宗关系。1897年，高宗称帝登基，改国号为“大韩帝国”。1910年，日本吞并朝鲜半岛，大韩帝国灭亡。
第二次世界大战结束后，朝鮮半島被美苏分為南北兩塊分别托管，并分别建政，北部蘇聯勢力範圍的「朝鮮民主主義人民共和國」，以及南部處於美國勢力範圍內的「大韓民國」。1950年6月25日，朝鲜战争爆发。在苏联缺席下，当时美国主导的联合国安理会通过联合国安理会84号决议，成立联合国军支援大韓民國。1953年，联合国军支援的大韓民國同由中华人民共和国派出参战的中国人民志愿军及朝鮮民主主義人民共和國最终签署停火协议，朝鲜半岛沿三八线非军事区划分为两个国家政權，分裂至今。

## 史前朝鮮

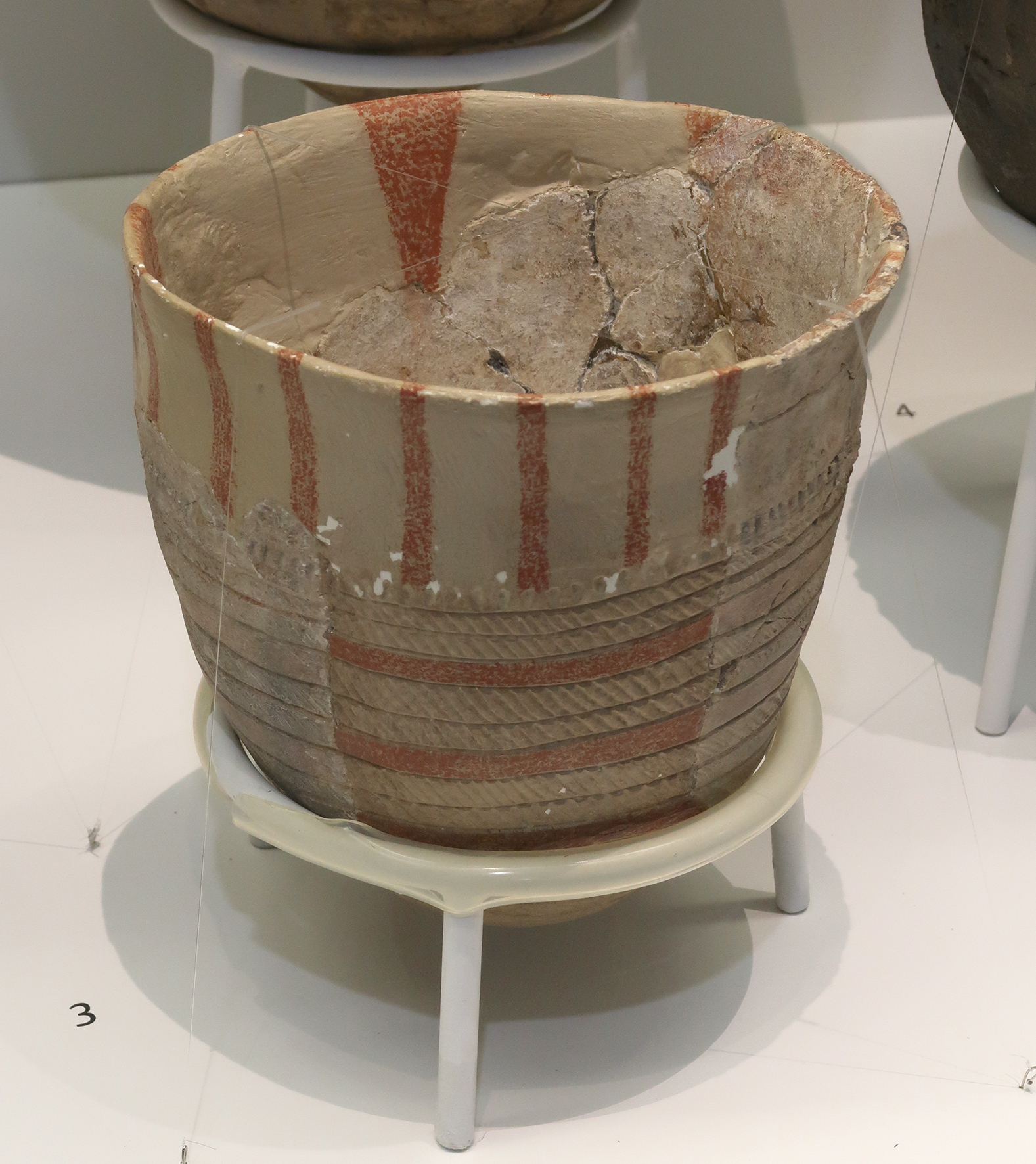
朝鲜半岛新石器时期的彩陶

1966年，在平壤祥原郡发现的黑隅里遗址是目前朝鲜半岛出土的最早期旧石器时代遗址，距今有60万至40万年。旧石器时期，早期人类以狩猎、采集为生，能使用、制作简单石制工具，并已经会使用火。公元前5000至2000年是朝鲜半岛的新石器时代。这一时期出现了畜牧、农耕，以及制陶等手工业。朝鲜半岛主要的新石器遗址有咸镜北道雄基屈浦里西浦项、慈江道中江郡土城里、平安北道宁边郡细竹里、黄海南道银泉郡鹤月里、京畿道广州郡岩寺里、釜山市东三洞等。石器时期为母系社会。:1-15
公元前2000至1000年是朝鲜半岛的青铜器时代。由于金属工具的使用，朝鲜半岛的经济社会各方面较新石器时期发生了很大的变化。朝鲜半岛主要的青铜器遗址有咸镜北道会宁五洞、慈江道江界市公贵里和中江郡土城里、平壤市金滩里、南浦市江西区域台城里、黄海北道凤山郡新兴洞、黄海南道龙渊郡石桥里等。青铜器时代为父系社会。:15-20

## 古朝鲜

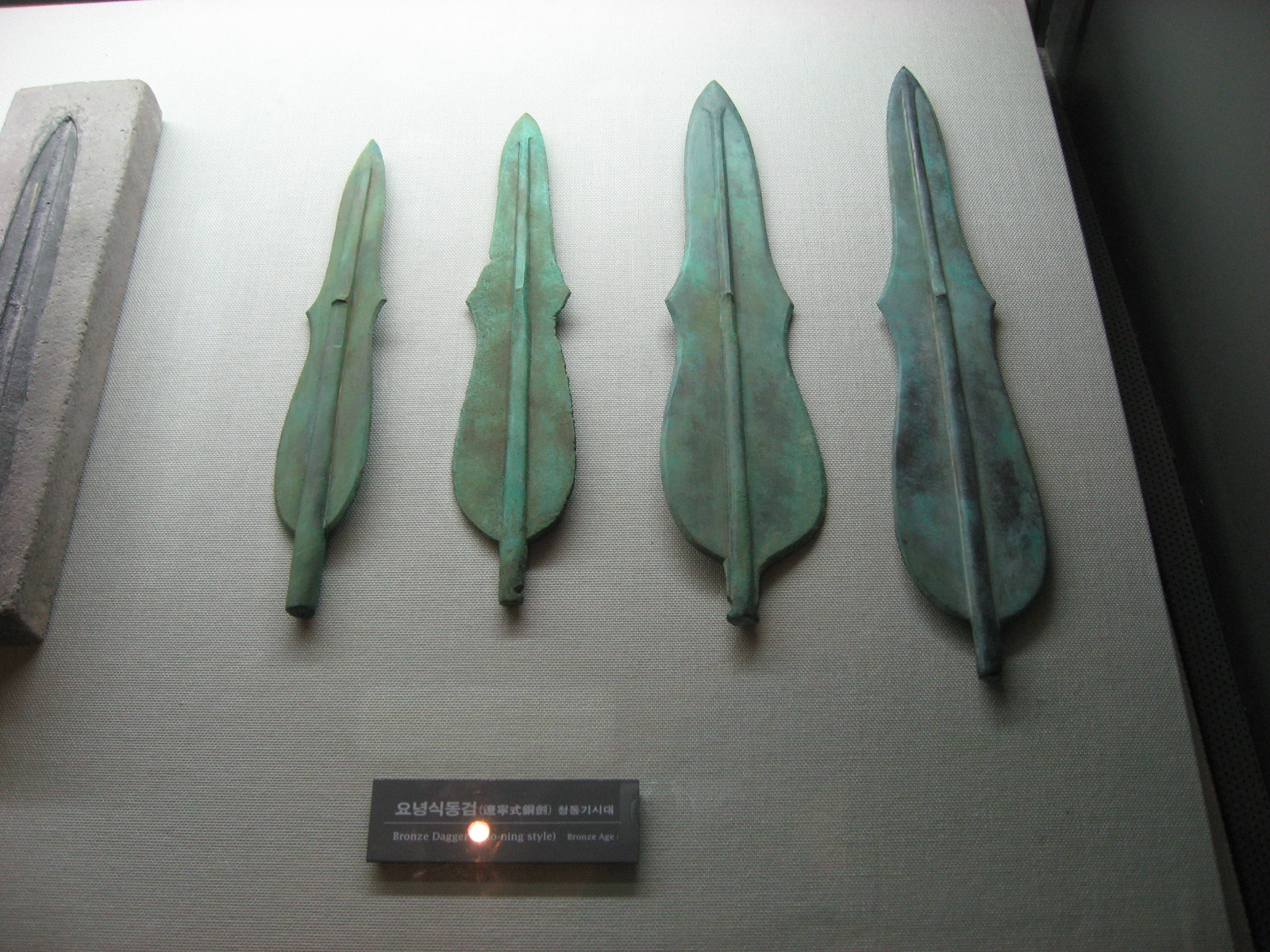
琵琶形铜剑

“朝鲜”一词最早见于《山海经》〈海内经〉：“东海之内，北海之隅，有国名朝鲜”。《尚书大传》对其含义的解释为“朝日鲜明”。后人为与后世的朝鲜王朝相区别在其国名前添加了一个“古”字。古朝鲜是朝鲜半岛历史最初的国家:25。
据中国典籍记载，早在公元前7世纪，中国就与古朝鲜有贸易往来，其中最著名的古朝鲜商品是文皮（虎皮）。齐国斥山（今山东省蓉城）是当时古朝鲜文皮的集散地，因此有“东北之美者，有斥山之文皮”的说法:30。据《三国志》引《魏略》载，公元前4世纪的古朝鲜是个拥有军队可以与当时中国燕国相对峙的君主阶级制国家，曾“欲兴兵逆击燕”，后双方通过外交途径和解:26。
对于古朝鲜的建国存在檀君朝鲜和箕子朝鲜两种说法。由于文献中箕子朝鲜内容的矛盾，加之考古发现的不足和朝韩民族主义因素等原因，箕子朝鲜的说法已被朝韩主流所否定。有人甚至认为箕子朝鲜是汉四郡时期的汉人或是后世慕华者编造出来的:17:26-28。公元前194年，卫满发动政变推翻古朝鲜准王即位，但继续沿用古朝鲜的国号，史称“卫满朝鲜”。公元前108年，卫满朝鲜被西汉所灭:33-35:18。
辰国也只见于中国古籍中的记载，辰国被认为是三韓（辰韓，馬韓，弁韓）的前身。目前人们对辰国的认识很少，典籍中对辰国的记载也很少。

## 前三国时期

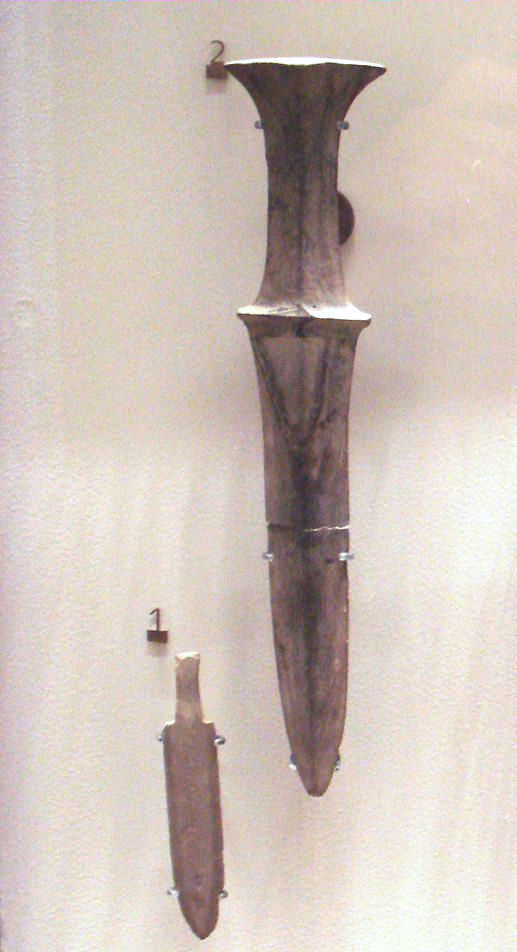
公元前6，7世纪的石剑

公元前2世纪到公元前后，朝鲜半岛北部和目前中国东北地区主要分布着扶餘國、高句麗、沃沮、東濊和其它小国家或部落。西汉在这一地区建立汉四郡。但由于受到当地人的反击，真番、临屯二郡很快瓦解，玄菟郡也被转移到辽东。与此同时高句丽在鸭绿江流域兴起后，开始逐步统一其周边国家，并在西晋末年（313年）吞并汉四郡的最后一郡——乐浪郡。
根据《三国史记》，公元前18年，百济在马韩领地中建立，并逐步将马韩取替。辰韩中的6个部落发展成新罗。弁韩被伽倻所吸收。伽倻后来又与新罗融合。
这一时期的主要特点是铁器的广泛生产和运用。由于铁的应用，使得更加坚硬和锐利的武器与农业工具成为现实。这加快政治上的统一和权力与财富的集中。

## 三国时期

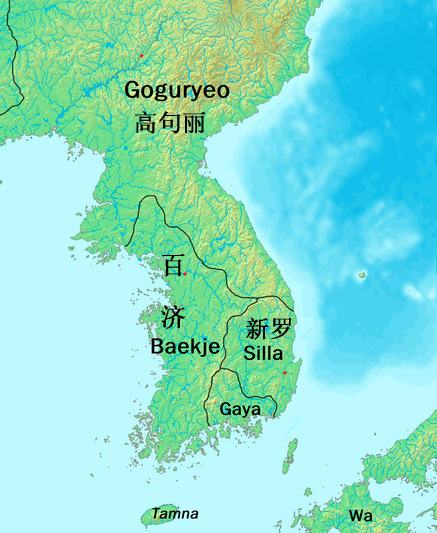
朝鲜三国

进入4世纪以后，乐浪郡也被高句丽吞并。同时南部的百济、新罗、伽倻利用中国退出朝鲜半岛的时机发展自己的势力。百济完全消灭马韩54国。辰韩也由12国合并为新罗。弁韓12國被伽倻所吸收。伽倻後來又與新羅融合。在公元前后（《三国史记》记载在公元前一世纪中)，朝鲜半岛形成高句丽、新罗、百济三国鼎立时期。史称“朝鲜三国时期”。

### 高句丽
高句麗是朝鲜三国的国家。横跨今日朝鲜半岛、中国东北和俄罗斯远东部分地区。据《好太王碑》、《三国史记》和多部中国《二十四史》记载，公元前37年扶餘王子高朱蒙，南下在卒本川建立高句丽。
高句丽历史上有许多都城，在鸭绿江的上游区域就有2处都城，其中一都丸都城在公元244年在曹魏与高句麗戰爭中被曹魏摧毀，最后的定都平壤城。建国初始，国土主要位于今天的中国東北，但随着313年侵略乐浪郡并逐渐扩张，延伸至今韩国的部分地区。5世纪好太王和长寿王统治期间，高句丽进入鼎盛时期，之后的1个世纪里，仍然保持在朝鲜半岛最强势的实力，控制朝鲜半岛大部分地区及中国东北的辽东半岛。此后，隋唐年间，高句丽不断与中原政府交战，开始不断陷落，668年为唐朝与新罗联军所灭。

### 百济
传说高句丽建立者朱蒙的两个儿子因继承问题逃离王国到马韩，大致在今首尔（漢城）的位置建立百济王国。百济吞并马韩部落，并在4世纪时达到鼎盛时期，统治朝鲜半岛西部的大部分地区。后受到高句丽扩张的进攻，都城被迫迁往熊津（今公州），后又再次迁往泗沘（今扶余郡）。
佛教在384年从高句丽传入百济，受到百济欢迎，此后，百济在传播文化方面起到举足轻重的作用，将许多文化传播至日本，包括汉字和佛教。660年百济为新罗和唐朝的联军所灭。

### 新罗

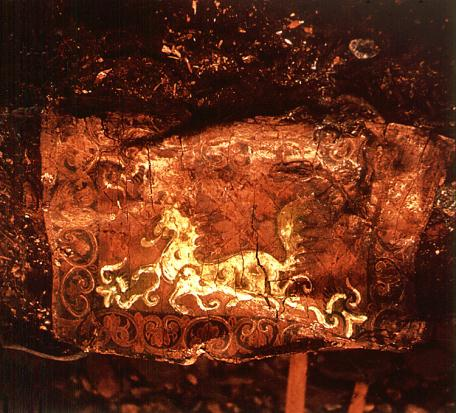
天馬塚出土的天馬圖

据朝鲜史书记载，前57年，新罗统一朝鲜半岛东南部地区且吞并辰韩部族，从而立国，国号为徐罗伐。《三国史记》称新罗是三国中最先建立的国家，而在其他的记载和考古发现中表明新罗可能是三国中最后一个建立的国家或在公元244年高句麗被曹魏攻滅時在沃沮的高句麗人部落的後代建立了新羅。
503年，王国正式更名新罗。6世纪中叶前，新罗吞并伽倻。新罗最初是高句丽的盟友。随着高句丽的南部扩张，新罗改与百济联盟。在从百济抢到汉江流域后，新罗与唐朝联盟。新罗和唐朝的联军征服百济和高句丽后，新罗与唐朝就朝鲜半岛统治权展开了近6年的战争，最终与唐朝互相妥协达成停战协议，并统一大同江以南的地区。

### 其他国家
朝鲜三国时代，存在着其他的一些小国：
- 伽倻，作為一個位於朝鮮半島南部的小國，文化和貿易繁榮，但在6世紀被新羅吞併。伽倻位于富庶的洛东江流域，与大海相连并有丰富的铁矿资源。伽倻人主要以农业，渔业，铸铁和贸易为生。
- 東濊、沃沮、扶余，皆被高句丽所灭。
- 山國，附属於新罗。

## 公元7到10世纪

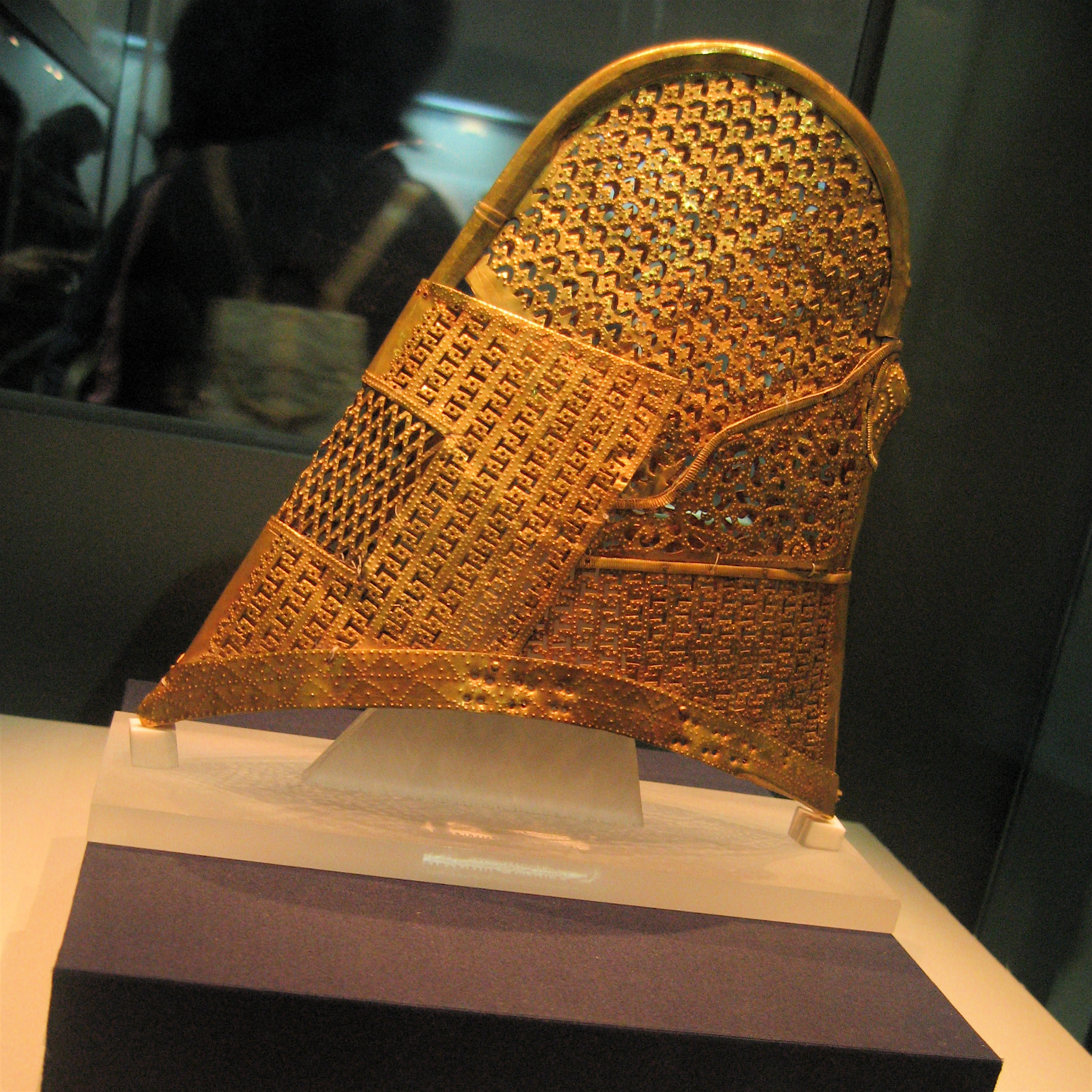
新罗金冠

668年，在唐朝的协助下，新罗在征服伽倻和百济之后灭亡高句丽，从此朝鲜半岛进入统一新罗时代。朝鲜主体史学和韩国部分媒体大肆渲染，认为此段历史为南北国时代，即南部为统一新罗，北部为渤海国。

### 统一新罗时代
新罗从百济夺取到汉江流域后，疆域抵达黄海并于唐朝结为盟友。660年新罗和唐的联军攻灭百济。668年攻克高句麗。灭亡高句丽后，唐朝试图在朝鲜半岛建立统治勢力，导致罗唐战争。随着唐朝战略重心转向西部，新罗最终与唐朝达成停战协议，统一朝鲜半岛大部分，定都庆州，史称“统一新罗”。
9世纪末，各地农民起义，900年部队将领甄萱称王，建后百济国，定都光州；901年起义的僧侣金弓裔称王，于新罗北及西北建国，定都铁原，国号先后定为“高丽”、“摩震”、“泰封”。泰封、后百济和原新罗并称为“后三国”。918年泰封国将军王建发动政变，后统一后三国建立高丽王朝，新罗时代结束。

## 后三国时期
新罗景德王之子惠恭王即位后，都城内频繁发生暴动，780年惠恭王与妃嫔等被杀，武烈王系血统断绝。之后连续发生篡位事件，宫廷纷乱。王位争夺战中失败的王族后裔金宪昌于熊川州独立，拥有海上势力的将领张保皋亦起兵，介入都城的王位争夺。起事虽为中央军队镇压，地方上仍发生农民暴动，新罗王朝统治能力逐渐弱化。
九世纪中期，此类暴动频繁发生，地方豪族多有举兵，号称将军、城主等，脱离新罗统治。其中甄萱、北原的梁吉及其部下弓裔等为有力的势力。甄萱是尚州出身的农民，在西南海建立军功被升为将领。892年以完山（今全州）为根据地起兵，攻占武珍州（今光州）独立。后纠集周边豪族以扩大势力，900年自称“后百济王”，于朝鲜半岛西南部建立“后百济”。
弓裔是新罗王族后裔，891年起兵反新罗，随梁吉于江原道等地作战。898年建都松岳（开城），901年称王建“后高句丽”，904年立国号“摩震”，911年改国号“泰封”。《高丽史》开篇即定后三国之说，后世史家多以后高句丽、后百济、新罗为“后三国”。松岳豪族出身的王建在弓裔麾下多建军功，918年推翻弓裔，以开城为都建立“高丽”并称王（太祖）。王建继续合并地方豪族增加势力，935年吞并新罗，936年攻灭后百济，重新统一朝鲜半岛。

## 高丽王朝

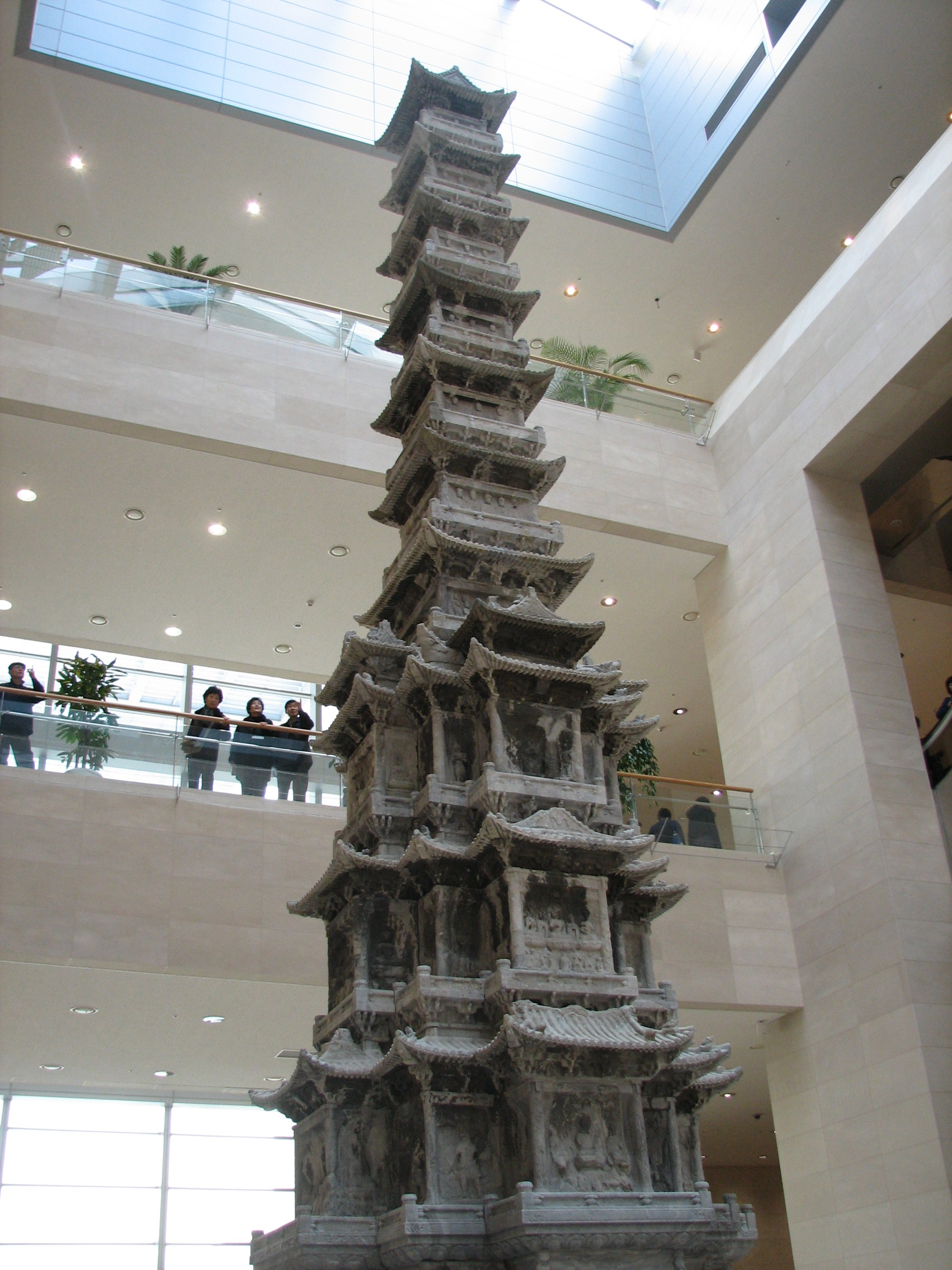
高丽敬天寺石塔

### 早期历史
918年，弓裔手下的几位大将拥立王建推翻弓裔，改国号为“高丽”，年号“天授”，次年迁都至松岳（今开城）。935年，高丽与新罗合并。次年9月，高丽灭后百济 ，统一后三国:62-63:3-15。高丽建国后开始致力于中央集权的巩固。光宗时期，高丽为消弱地方贵族势力于956年颁布《奴婢按檢法》，释放了地方贵族势力所占有的大量奴婢。958年，光宗开始推行科举制度，两年后改革官服和品级体制，通过文治压制贵族势力。景宗时期，高丽对太祖以来实行的“役分田”制进行了改革，开始推行根据官位高低分配田租的田柴科制，为中央集权的进一步巩固提供了经济基础。成宗时期，中央集权体制得到强化。983年，高丽在全国设置12牧，由中央派遣官员出任地方官。中央政府建立起三省六部和中枢院，并设立国子监。成宗15年（996），高丽发行铸币乾元重宝，整治货币流通秩序。此外，成宗还开始在西京平壤建立与开京一样的官僚机构为副都，以摆脱贵族势力的牵制。:65

### 中期历史

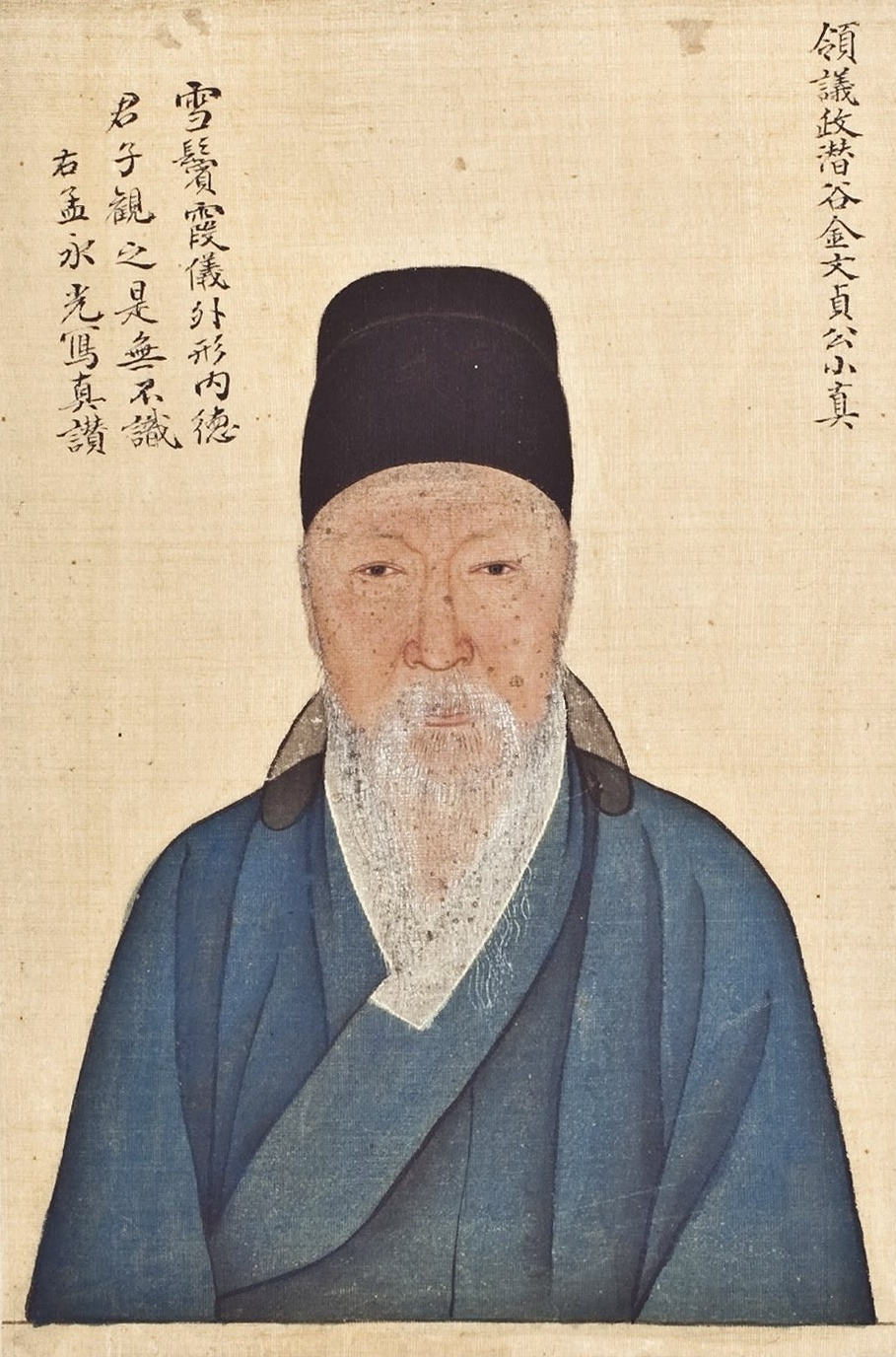
金堉（1570-1658年）朝鲜王朝早期实学哲学家

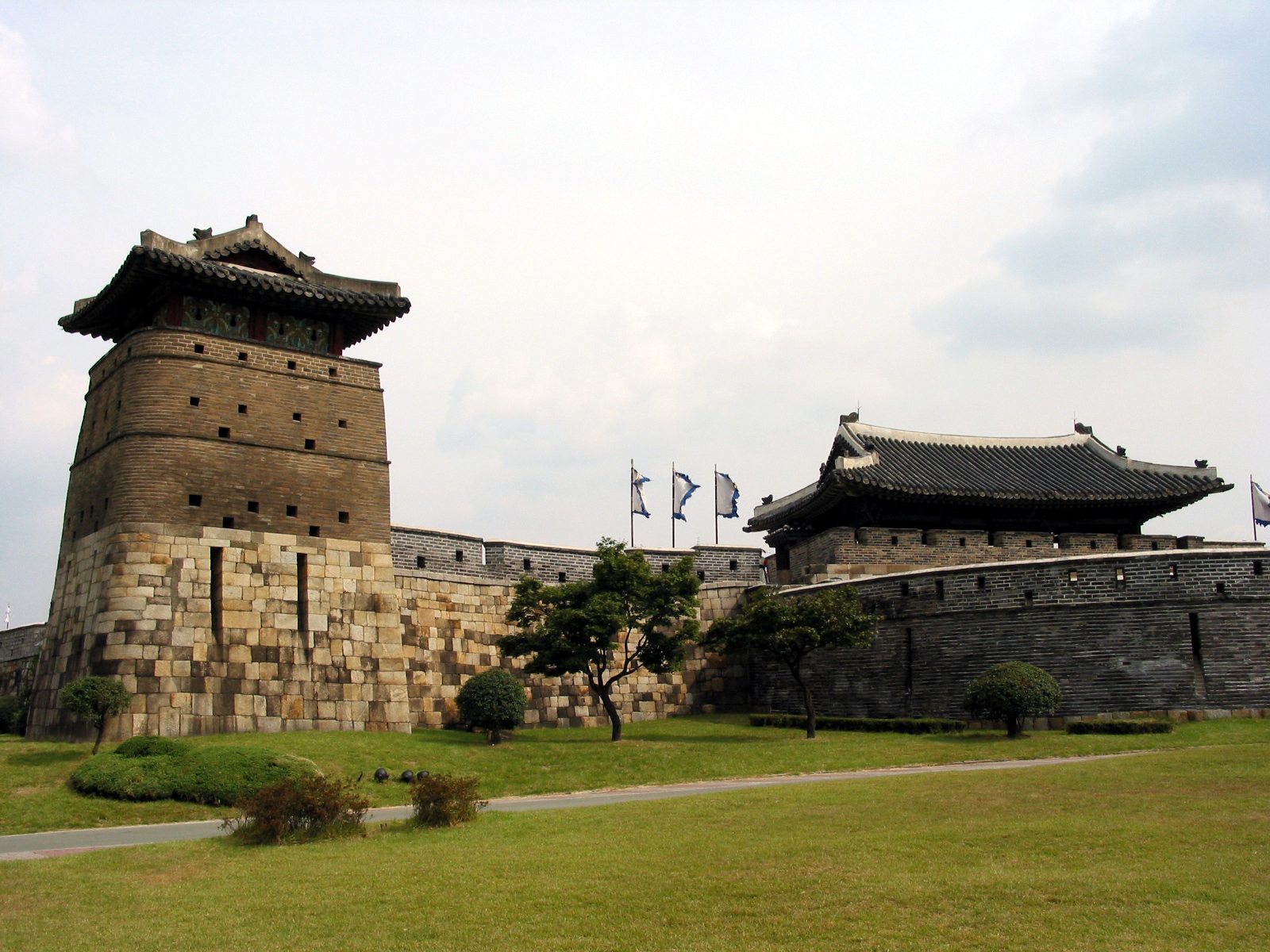
水原华城

成宗十二年（993），辽在征服中国东北大部分地区后，发兵80万攻打高丽，要求高丽交出所占高句丽旧土，并臣服于辽。但高丽徐熙通过外交谈判使辽撤兵，并获得鸭绿江东岸女真之地，建六城。高丽根据双方谈判协议与宋断交，奉辽为正朔:50-66。1009年，高丽发生康兆政变。辽圣宗耶律隆绪于次年11月以为穆宗报仇为由，率40万大军攻打高丽，放火焚烧了开京。显宗南逃。由于后方江东六城和西京的高丽军民奋力反击，耶律隆绪无力南下追杀，卒撤兵。后退之时，辽军遭到江东六城猛烈攻击，伤亡甚重:67-85:161-162。显宗遣使谢辽班师，但拒绝亲自赴辽朝觐。辽于是开始要求高丽归还江东六城，先后于1014年10月、1016年1月、1017年8月和1018年10月四次大规模入侵高丽，企图以武力夺取6城，但都被高丽击退。辽原本打算发动一次更大规模的战争，但双方都疲惫于常年征战，最终议和。1022年，辽册封显宗为高丽国王。1029年，兴辽国谋求联合高丽攻打契丹，高丽并未响应。1031年，显宗和辽圣宗相继去世。:86-105:163-166

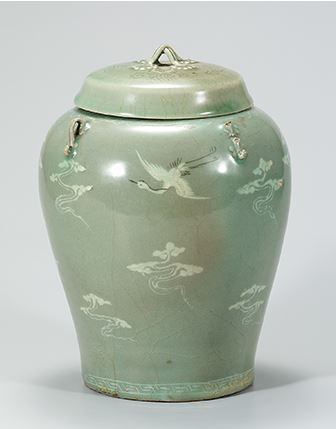
高丽镶嵌青瓷蜜罐

辽圣宗耶律隆绪去世后，辽国开始逐渐走向衰弱。文宗时期，宋与辽的实力几近相当，辽、宋、高丽三国和平相处。高丽同时与辽和宋保持着良好的关系。1071年，高丽与宋恢复了高丽契丹战争后中断的外交关系。文宗统治前后，高丽经济、文化等各方面出现繁荣复兴的局面。:109-111:136
高丽仁宗即位初期，高丽外戚李资谦当道。1126年，仁宗近臣欲密谋铲除李资谦势力，但李资谦却借机反叛，火烧王宫，逼迫仁宗让位，但未得逞，后病死于流配地:76-77:150-152。李资谦之乱后，开京残破。西京平壤贵族希望借机让仁宗迁都。西京僧人妙清在郑知常的引荐下，以风水地理之说劝仁宗离开王气已尽的开京，到西京称元建帝，复兴王室，北伐金国。1129年2月，位于西京林原驿的宫殿正式落成。但是，迁都计划遭到了开京贵族的强烈反对。1135年1月，妙清与赵匡等人在西京起事，自立国号“大为”，年号“开天”，史称“妙清之乱”。同年，妙清之乱被金富轼平定。:77:152-153
毅宗时期，高丽重文轻武的政策达到极致。1170年8月，郑仲夫，李义方和李高等几位高丽武臣因不满毅宗和文臣的欺压发动政变，建立明宗傀儡政权, 史称“武人之乱”。高丽从此进入武人统治时代。1208年，以崔忠献为代表的武臣政权正式形成。:77-78:156-168

### 后期历史
高宗十八年（1231），攻打金国的窝阔台命撒礼塔率师攻打高丽。由于高丽军民奋力反击，蒙古军在龟州、忠州、慈州等地受阻后与高丽议和。蒙古人留下72名达鲁花赤后，于次年1月撤军。这72名达鲁花赤为掳掠钱财在高丽横征暴敛。1232年7月，高丽武臣政权统治者崔瑀处死了达鲁花赤。利用蒙古人不善水战的弱点，崔瑀将高宗及其王室转移到江华岛，将其设为战时国都（江都），并发表“入保山城，入避海岛”的全国令，备战蒙古再次入侵。1232至1259年，蒙古又先后5次大规模入侵高丽，使高丽经济、文化遭到极大破败。保存于大邱符仁寺的《高丽大藏经》初版，庆州的皇龙寺都在战火中被蒙古人烧毁:173-178:99-100。但在高宗在位的40余年间，蒙古人始终未能攻下江都:29:99。

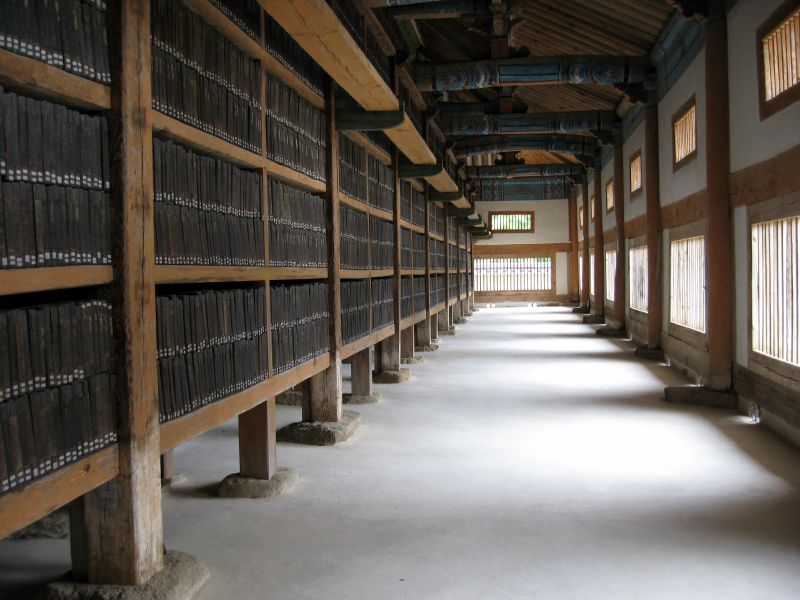
高丽大藏经

高宗四十五年（1258），主张继续抵抗蒙古入侵的武臣政权统治者崔竩被杀。蒙古人趁机再度入侵高丽。次年3月，高丽与蒙古议和。1260年高宗去世后，倾向附元的元宗即位，高丽正式成为蒙古藩属国。不过武臣政权的三别抄部队仍然继续反击蒙古入侵，直到1273年4月被元朝和高丽的联合讨伐所灭。忠烈王即位后，高丽开始与元朝联姻。高丽君主娶元朝公主为后，元朝则通过嫁到高丽的公主控制、干涉高丽朝政。1275年，元朝联合高丽攻打日本，兵败。1280年，元朝为再度攻打日本在高丽设征东行省，次年再度联合饱受倭寇侵扰的高丽攻打日本，但再度失败:100-101:-179-183。1388年，高丽禑王派都统使李成桂进攻辽东。李成桂反对出兵，发动政变，1392年在开城废黜国王自立，高丽灭亡。

## 朝鲜王朝

### 前期历史

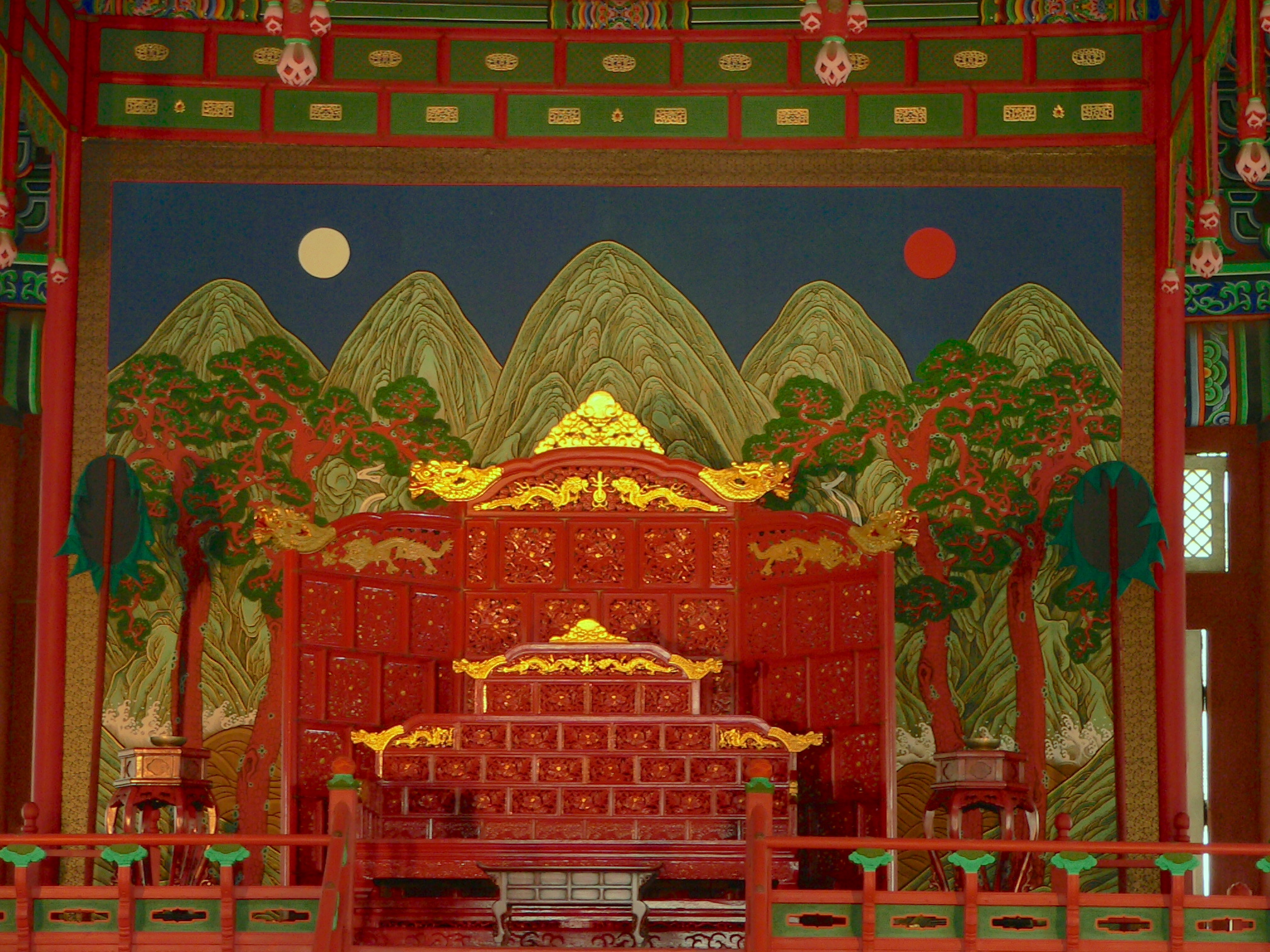
朝鮮王朝王位，景福宫勤政殿

1392年，李成桂清除了高丽宫廷反对派首领郑梦周。在流放王瑶到原州后，登基建立朝鲜王朝，结束高丽王朝近500年的历史。李成桂还通过招抚、武力征服朝鲜半岛东北地区的女真部落，进一步加强对该地区的管辖，使其疆域达到图们江。随着朝鲜半岛新王位的产生和巩固，朝鲜王朝围绕王位继承人发生了两次王子之乱。最终功劳最大的五子李芳远成为王位继承人，是为朝鲜太宗:92-96。
太宗即位后废除王子和贵族的私兵制度以预防反叛，并通过修改土地税法，人口普查，使国家的賦稅收入翻了一番。另外太宗发布法律，要求议政府的任何决定，必须经国王同意后方可生效，结束高丽以往由宫中大臣通过商议决策的传统，使王权得到巩固，为其王位继承者世宗的统治打下良好基础。1418年8月, 世宗在其父太宗退位前两个月登基。1419年5月，世宗在太宗的建议和指导下進行己亥东征，平定对马岛的倭寇。在北部边疆，世宗建立“四郡六镇”用于防卫北方游牧民族的侵扰。1433年，世宗派金宗瑞出兵攻打明建州女真诸部巩固朝鲜半岛北方疆域。在世宗统治期间，朝鲜半岛的科技、文化等方面都得到很大的发展。
1450年，世宗长子，文宗即位。文宗基本上继续世宗的政策，不过即位仅两年就因病去世。文宗年仅12岁的儿子端宗即位。端宗的叔父首陽大君李瑈在1453年发动癸酉靖難，将2位辅助端宗的重臣皇甫仁和金宗瑞杀死掌握实权。1455年端宗被迫让位予李瑈，就是朝鲜世祖。后来成三问、朴彭年等六位大臣密谋使端宗复位，事败被处以极刑，史称“死六臣事件”。事后端宗也被赐死。虽然世祖篡夺王位，世祖却像太宗一样治国有方，国家的经济和军事力量得到近一步的加强。朝鲜王朝的基本法典《经国大典》亦在世祖时期开始编纂，被誉为“国家的立国磐石”。世祖之后，世祖的儿子睿宗成为朝鲜王朝第八任君主。但体弱多病的睿宗即位不到两年就因病去世。1469年，睿宗的侄子成宗即位。成宗统治期间，国家经济文化繁荣发展。成宗邀请士林派来到宫中参与政治，在宫中建立弘文馆，并成立由儒学家组成的智囊团为治理国家献言献策，完善包括司宪府、司谏院和弘文馆的「三司」制度。成宗时期是继世宗以后，朝鲜王朝又一个文化发展黄金时期，大量书籍在这一时期发表问世。

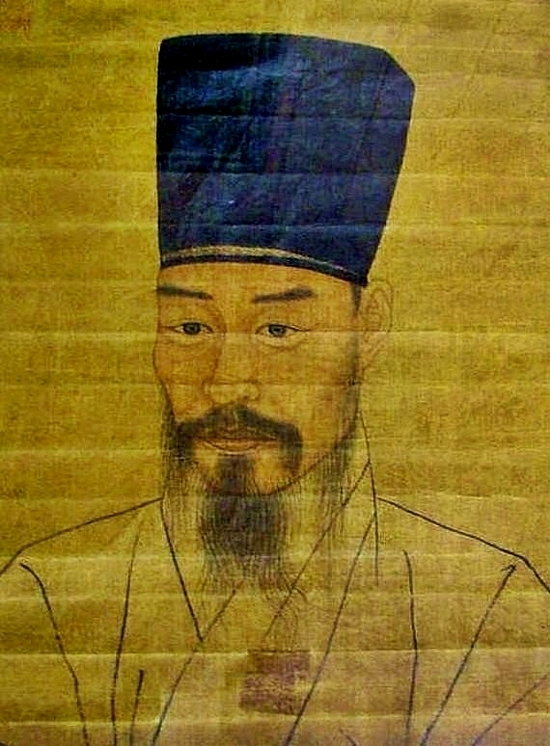
士林派首领赵光祖（1482年–1519年）

成宗的儿子燕山君被认为是朝鲜王朝的昏君。在他统治的1498年到1506年期间，朝鲜王朝发生戊午士祸和甲子士祸大批知识分子被屠杀。燕山君统治仅维持12年。1506年中宗反正后，燕山君遭成希顏、朴元宗等朝臣废黜。中宗是个平庸之人，只是因所处的历史时期而被推上王位。不过在中宗时期，中宗的大臣士林派首领赵光祖开展许多大规模的改革。赵光祖建立乡约以加强地方的管理，并通过土地改革降低贫富差距。赵光祖还通过发行简易本的儒学在大众中传播儒家思想，并致力于精简国家机构。据《朝鲜王朝实录》记载，由于赵光祖的严厉监督，在这一时期朝鲜王朝的官员无人敢收受贿赂或滥用职权。赵光祖的激进改革得到广大民众的拥护，但遭到帮助中宗登上王位的勋旧派的强烈反对，并密谋陷害赵光祖。中宗后宫熙嫔洪氏（勋旧派洪景舟之女）在王宫后山通过涂蜂蜜和虫子咬制造上有“走肖为王”字样的树叶。使中宗相信老天在告诉他赵光祖要谋反。1519年，赵光祖被赐死，史称“己卯士祸”。在随后的50年中，朝鲜王朝朝廷党派纷争，腐败盛行。

### 中期历史
朝鲜王朝中期党派纷争夺越演越烈，国力削弱，倭寇与后金入侵使国家几尽毁灭。宣祖统治时期，士林派重新掌权但很快分裂成为东人党和西人党两派。东人党又分裂为南人党与北人党。西人党又分为老论派和少论派。随着权利在这些党派的更迭，随之而来的是血腥的清剿和相互不断的报复。1589年的己丑狱事就是其中一例。东人党的郑汝立有个抗击倭寇的组织，成员们进行军事训练。这个组织宣扬没有阶级的社会，因此其性质和目的受到人们的质疑。西人党的首领郑澈负责调查此事。郑澈指控郑汝立密谋造反，并借此事清剿与郑汝立团体有任何牵连的东人党。最终有千名东人党被处死或流放。
壬辰倭乱时期，當時掌握日本政權的太閤丰臣秀吉蓄谋以朝鲜半岛为踏板攻打中国明朝。1592年和1597年，丰臣秀吉带领装备有葡萄牙火枪鸟铳的军队入侵朝鲜半岛。朝鮮王朝節節潰敗，並向宗主國明朝求救。這場戰爭波及到朝鮮半島全境，其間曾於1593年議和並休戰；但於1597年（丁酉年）戰事再度爆發。最後由於豐臣秀吉的病逝，日本军队於1598年全部从朝鲜半岛撤退。朝鲜王朝宫廷中的党派纷争、对日本军事能力的低估以及外交调解的失利使得朝鲜王朝迎战准备不足。装备有西方武器的日本軍隊，几个月内就占领朝鲜半岛南部，包括今天的首尔和平壤。1593年，明朝派出大规模军队到朝鲜半岛，与朝鲜王朝一道共同击退入侵的日本軍。李舜臣领导的朝鲜王朝海军在海上有效地摧毁日本军舰，掐断后方供给。朝鲜半岛民间的游击组织对入侵的日本軍隊抵御也遏制倭寇的攻势。虽然朝鲜王朝与明朝击败日本，但损失惨重。事后朝鲜王朝与日本断交，直到1609年才恢复外交关系。
1618年，努尔哈赤统一女真后开始攻打明朝。1623年，仁祖反正即位后，开始执行公开的助明攻打后金的策略:290-292:259-260。1627年，皇太极派阿敏带领3万部队攻打朝鲜半岛，并清剿败退到朝鲜半岛的明将毛文龙，史称“丁卯胡乱”。虽然双方最后议和订立“兄弟国的盟约”，但朝鲜王朝亲明的立场并没有改变:293-294:260-261。1636年，皇太极在征服东北和内蒙大片地区后称帝，改国号清，让朝鲜王朝称臣，但遭到拒绝。同年12月，皇太极亲自率领十万军队入侵朝鲜半岛，俘虏躲在江华岛的仁祖后妃、王子和宗室76人，迫使被围困在南漢山城的仁祖投降，臣服，史称“丙子胡乱”:294-296:261-263。仁祖之后的孝宗曾试图联合南明、三藩割据势力、台湾郑氏政权等反清势力北伐灭清，但最终因财政困难而计划搁浅。清控制整个中国后开始逐渐与朝鲜王朝交好，送还被扣作人质的朝鲜王子，消减贡物要求，还两次邀请朝鲜王朝与八旗军队结联军北上讨伐侵扰中国东北边境的沙俄军队，史称“羅禪征伐”。随着清朝进入“康乾盛世”，朝鲜半岛文人对清朝的态度也发生变化，开始倡导向清人学习。:312-320:263-271

### 晚期历史
在倭和后金入侵朝鲜半岛之后的200年里，朝鲜半岛一直没有战争发生。实学在朝鲜半岛开始兴起。早期的朝鲜实学者主张一系列包括科举、税收、科技和农业技术的改革，旨在复兴被倭与女真损毁的国家。在显宗统治时期，实学者金堉的改革不仅使朝鲜王朝税收增加，也使农民受益。
朝鲜肃宗和英祖统治时期，为了防止党派的争夺，朝鲜王朝君主采取对党派一视同仁的政策。朝鲜王朝官员的任命与其所处的党派分离。英祖和正祖统治时期，朝鲜王朝开始出现复兴。正祖统治时期开展更为开放的社会改革政策，得到实学者的广泛支持。朝鲜半岛的社会文化在这一时期得到长足发展。 

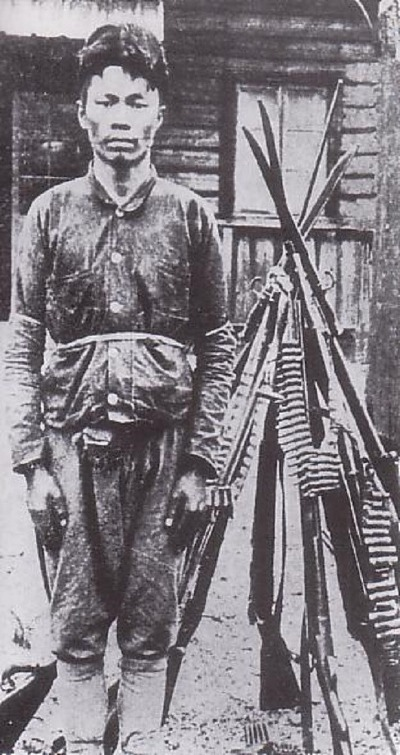
朝鲜义军士兵

1800年，英正時代結束後，權傾朝野，王權旁落。直到1863年，高宗即位，其父兴宣大院君摄政時逐漸削弱外戚勢力，王權在朝政上的影響力才又有效鞏固。兴宣大院君的统治闭关锁国，迫害国内外的基督教徒。最终导致1866年8月法国派舰队攻打江华岛，法国战败，史称“丙寅洋扰”。1871年，美国派兵到江华岛，要求朝鲜王朝就“舍门将军号事件”道歉，但遭到朝鲜王朝拒绝。外交斡旋发展成为武装冲突。美国的进攻导致朝鲜王朝的伤亡，但外交上仍是无果，最后撤兵，史称“辛未洋扰”。1873年，兴宣大院君引退，高宗名义上正式掌权，但实权实际被其王妃闵氏（闵妃）掌握。朝鲜王朝宫中的高官都是闵妃的亲属。
1876年，明治维新后的日本武力迫使朝鲜王朝签订《江华岛条约》，取得自由勘测朝鲜半岛海口、领事裁判权、贸易等权利。外强的入侵和朝鲜王朝的腐败统治使民众不满。1894年1月10日，东学南接派领袖全琫准在全罗道发起东学农民革命，提出“辅国安民、斥倭斥洋、尽灭权贵”。此次事件最终升级成为甲午战争（1894年–1895年）。1895年4月17日，日本与清签订《马关条约》后，朝鲜王朝不再是清的藩属国。高宗閔妃欲联合沙俄牵制日本，推翻朴泳孝亲日内阁，组建亲俄内阁，遭日本右翼杀害，史称“乙未事变”。此后的金弘集亲日内阁颁布“断发令”等改革法令，遭到朝鲜半岛民众反对。以乙未事变和断发令为导火线，朝鲜半岛爆发全国性大规模反日义兵运动，金弘集内阁垮台:441-445。

## 大韩帝国

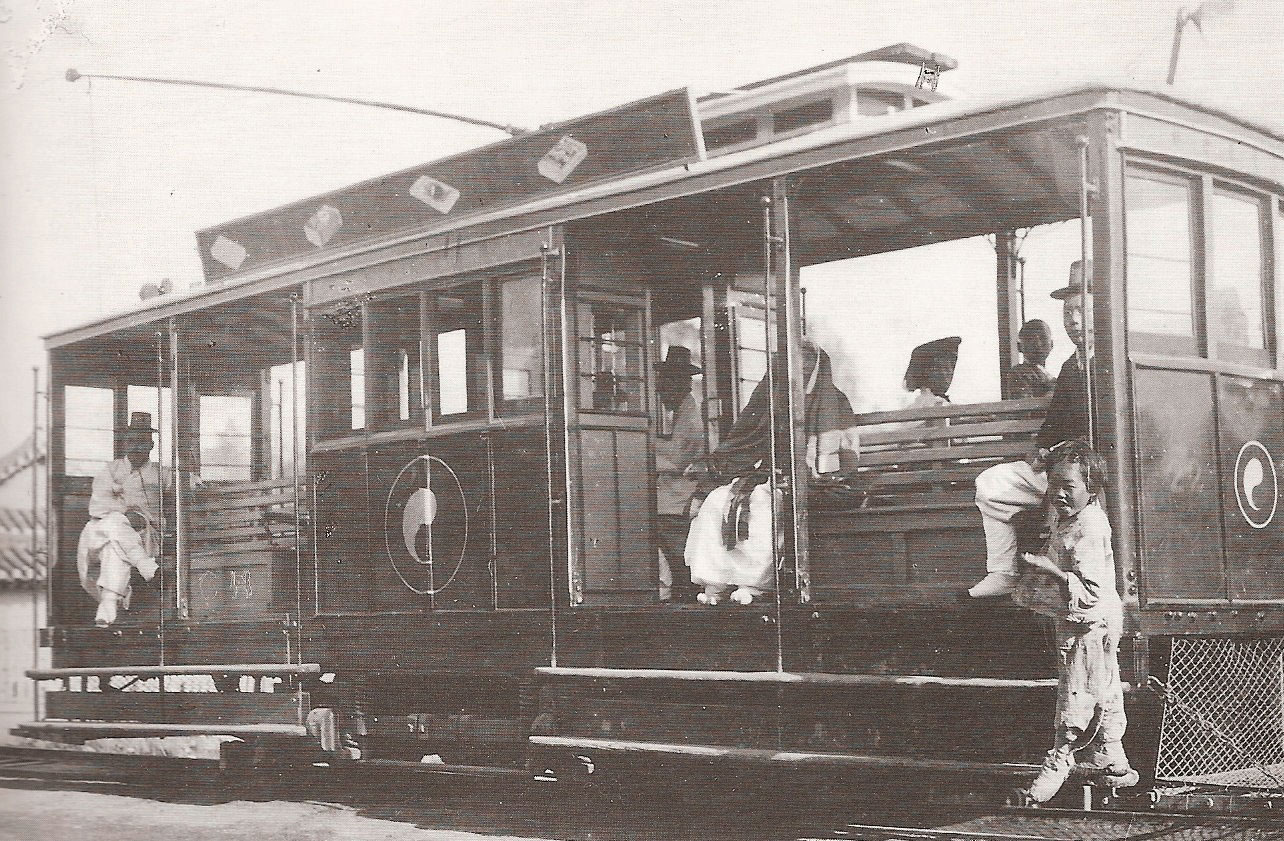
1903年首尔的有轨电车

俄馆播迁后，沙俄在朝鲜半岛的势力得到进一步的提高，而日本则在失去辽东之后，再次遭到重挫。俄日两国的对峙为朝鲜王朝的独立提供了良好时机。1896年，朝鲜王朝开始使用建阳的年号纪年:178-179。为进一步实现独立，朝鲜王朝群臣纷纷上奏高宗建立与中国和日本一样的帝制。在群臣多次建议下，高宗最终接受了文武众臣的建议，并于1897年10月12日在圜丘坛祭天并登基称帝，宣布大韩帝国正式成立，改年号为“光武”，并开始对朝鲜半島军事、经济、私有制、教育等进行适应工业化的光武改革。:180
1905年，日本在旅顺口海战战胜沙俄，双方签署《朴次茅斯和约》，日俄战争结束。1905年11月17日，日本与大韩帝国签订《乙巳条约》，大韩帝国成为日本的保护国。1906年，日本在漢城（今首爾）设立“統監府”。伊藤博文成为日本在朝鲜半岛的第一任统监。为维护朝鲜半岛主权独立，1907年，高宗派3名特使到海牙和平会议，指控日本的侵略，呼吁各国的声援。但是在殖民主义盛行的20世纪初，日本对大韩帝国的保护国地位被认为是理所當然，因此高宗的特使没能挽救大韩帝国。日本以高宗派特使到海牙和平会议违反《乙巳条约》为由逼其让位给其子纯宗。与此同时，朝鲜半岛反日义兵运动高涨。1909年10月，韩国独立运动义兵参谋中将安重根在哈尔滨火车站将日本首任朝鲜统监伊藤博文击毙。:441-445:1099

## 日治时期

### 日韓合併
日本于1910年8月強迫大韓帝國政府签定《日韩合併条约》，正式吞併朝鮮半岛，设立朝鮮總督府，进行殖民统治。日本将大韓帝國王室封为日本贵族，逼迫高宗退位，冊立纯宗。从1910年至1945年，日本殖民统治朝鲜半岛。

### 大韓民国臨時政府
1919年3月1日，朝鮮半岛因日本禁止在学校内使用朝鮮民族语言，展开大规模反抗活动。柳寬順等青年學子在今日漢城鍾路區的塔洞公園發表“三一独立宣言”，並把獨立宣言傳遍全國。這些獨立活動引起國民对日本殖民者的反抗，並衝擊各地的日本警察機關，而引致日本警察的暴力鎮壓。史称“三一运动”。同年，韓國獨立運動领导人先后在海参崴、上海、汉城成立临时政府。最后，三处临时政府合并于上海，成立“大韩民国临时政府”。临时政府获得中華民国孙中山领导的护法政府以及法国、波兰等国的承认。1939年上海沦陷后，临时政府几次迁移，最终于1940年9月迁至当时中国的战时陪都重庆。在中国政府帮助下，韩国复国运动人士在中国成立“韩国光复军”和“朝鲜义勇队”。1941年12月7日太平洋战争爆发，临时政府于12月9日向日本宣战。1942年5月15日，中国军事委员会决定将两支武装合并为韩国光复军，交由临时政府直接统辖。1945年11月23日，大韩民国临时政府迁回国内，光复军也于次年返国。

### 朝鲜共产党武装抗日
从1932年起，朝鲜共产党人金日成领导的游击队在蘇聯的支持下於中国东北开展抗日游击活动。金日成抗日部队曾在1937年占领朝鮮半島北部的普天堡镇，1941年被迫退出到苏联。

## 南北分治

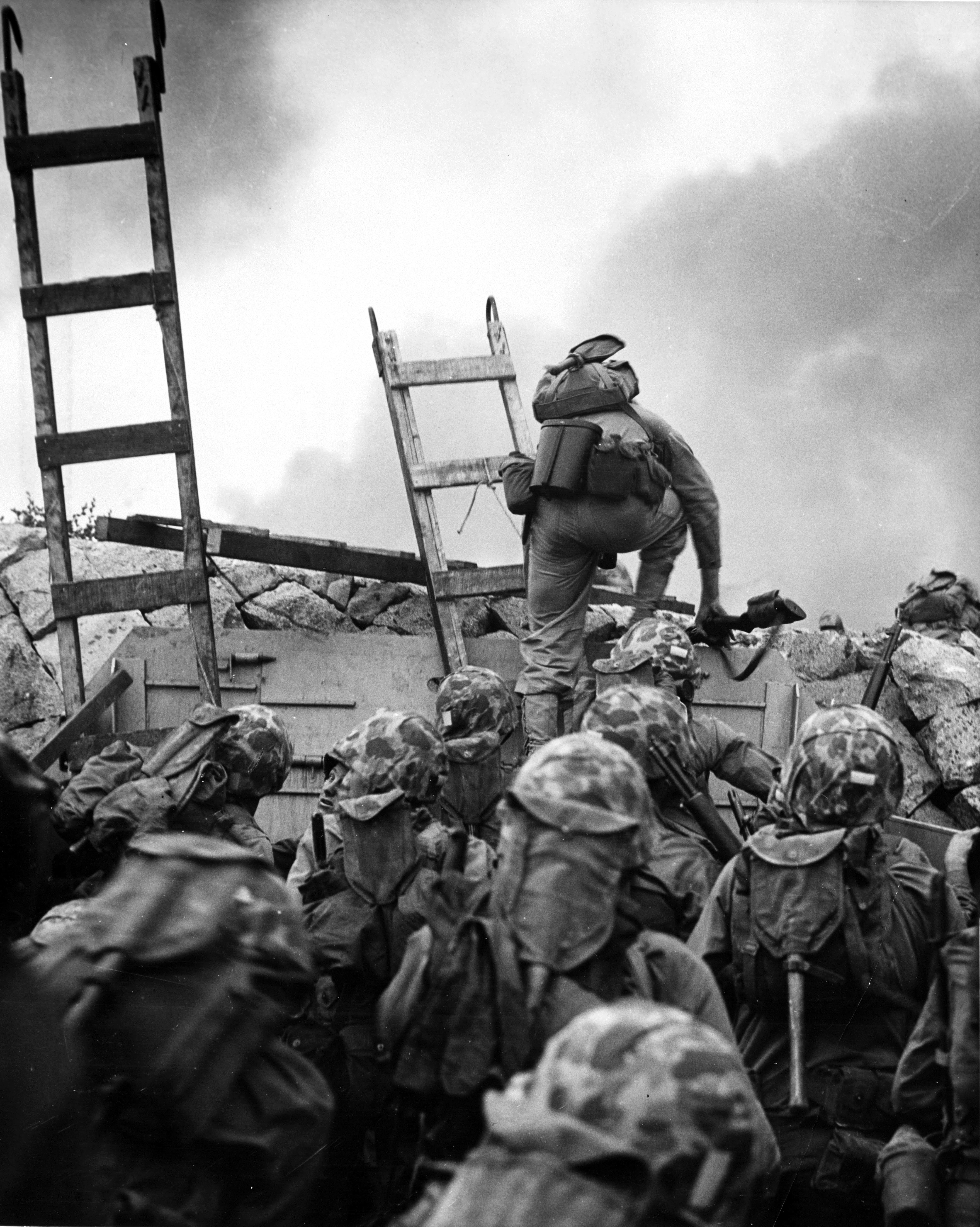
朝鲜战争

### 獨立後的內戰
1945年日本投降，以北纬38度线（三八线）为界，分别由蘇聯紅軍和美國陸軍接收。三八线以南成立美國軍政廳，以北則由蘇聯軍事政府統治。因此，1947年秋，美国在联合国提出朝鲜半岛问题，联合国通过112號決議，要求朝鲜半岛举行自由大选，选出政府后，占领军撤军。在蘇聯反對下，1948年选举仅在南部举行，李承晚當選總統，8月15日，大韩民国宣布成立。9月9日，在苏联的支持下，金日成宣布成立朝鲜民主主义人民共和国。
1950年6月，在苏联的支持下，金日成部队发动针对大韓民國李承晚政府的朝鲜战争，朝鲜人民军刚开始一路勝利，将南韩军壓制到釜山一带，于是以美国为首的联合国軍在仁川登陸，朝鲜人民军面临被攔腰斩断之势，被迫撤退，并被美军一路压制到鸭绿江一带。此時中華人民共和國与苏联协商后秘密參戰，10月19日中国人民志愿军跨过鸭绿江，幫助北韓向南反攻。经过反复的拉锯战以后，双方最终决定1953年7月27日以临时分界线（三八线）为界，“中国人民志願军—朝鲜人民军联军”與美国主導下的聯合国军簽定停战協定，並由聯合國指派永久中立國瑞士及瑞典駐軍於共同警備區域，以監察兩國在邊境的軍事行動。

### 南北分治
1953年7月27日南北韓雙方在板門店簽訂停戰協議後，雙方不時都有小規模衝突。南北分治后，在北部的朝鲜民主主义人民共和国，金日成首创“主体思想”，并于在位时推行千里马运动，意图在各方面领先韩国。不过，在1969年，朝鲜的经济发展还是被韩国追过。 金日成在苏联削弱并消灭在原朝鲜半岛北部共产主义代表玄俊赫和民族主义代表曹晚植后，先后以“美国间谍”的罪名处决朝鲜劳动党领导人朴宪永等人。之后，金日成又陆续清洗以许嘉谊为代表的亲苏派和以金斗奉、武亭、崔昌益为代表的延安派力量。1958年，朝鲜宣布完成城市、农村生产关系的社会主义改造，建立社会主义经济制度。1970年宣布实现社会主义工业化。1991年9月17日同韩国一道加入联合国。
金日成在1994年去世，他的朝鲜劳动党总书记职位由其儿子金正日守孝三年后在1997年10月继承。虽然国际关系有所缓和，南北双方领导人也在2000年6月举行过历史性的朝韩首脑会晤，但在经历“天安号沉没事件”和“延坪岛炮击事件”之后，朝韩关系已降至冰点。尽管韩国总统李明博在2012年的新年演说中表示韩朝改善关系的“机会之窗”仍然敞开，但朝鲜国防委员会和祖国和平统一委员会表示，朝鲜将永远不再与李明博政府打交道。2011年5月25日，朝鲜祖国和平统一委员会发言人在平壤发表讲话，宣布对韩国的八项措施，称将从现在开始全面冻结朝韩关系，废除朝韩互不侵犯协议，全面停止朝韩合作。
南部的大韩民国，朝韩分治后，韩国经历民主与独裁统治的反复交替。第一共和国处于李承晚的独裁统治之下，直至1960年统治崩溃流亡美國夏威夷，民主的第二共和国建立並以尹潽善為總統，却在不久后被朴正熙军队推翻。之后从第三到第五共和国，韩国都处于朴正熙及全斗煥军政府的威权统治之下。1987年之后，第六共和国开始逐渐建立起一个自由民主的政府。70年代，韩国的经济突飞猛进的发展，创造“汉江奇迹”的经济大发展。成为发达国家。
在外交方面，自朝鲜战争后，韩国与美国建立军事同盟关系，而美军则一直驻扎在韩国境内。1992年8月卢泰愚总统宣布与中华民国政府断交，转而与中华人民共和国建交，并将上亿美元的中华民国大使馆资产移交中国大陆方面。1991年，韩国与朝鲜同时分别加入联合国。目前，韩国与188个国家建立外交关系。
2024年，朝鮮民主主義人民共和國宣布放棄統一。